# Birger Norrbin

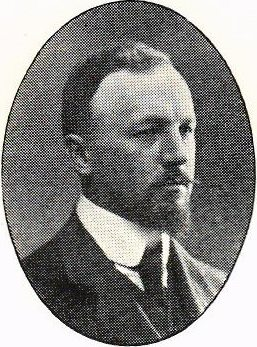
Axel Birger Oktavus Norrbin

Axel Birger Oktavus Norrbin, född 3 maj 1877 i Stockholm, död 1939, var en svensk psykiater. 
Norrbin blev student vid Uppsala universitet 1897, medicine kandidat vid Karolinska institutet i Stockholm 1901 och medicine licentiat där 1907. Han var biträdande hospitalsläkare vid Uppsala hospital från samma år, t.f. asylläkare vid Växjö hospitals kriminalavdelning 1909–11, biträdande läkare vid Uppsala hospital 1911–15, asylläkare där 1916, t.f. överläkare vid Nyköpings hospital 1916–17, överläkare där 1917–31 samt överläkare av första klass och sjukhuschef vid Sundby sjukhus i Strängnäs från 1931.
Norrbin hävdade 1937 att det är civilisationen själv som tenderar att framkalla förutsättningar för ökad förekomst av sinnessjukdomar.